# Orazio Spinola
Orazio Spinola (1547 Janov – 24. června 1616 Janov) byl italský římskokatolický kněz, arcibiskup Janova a kardinál.

## Život
Narodil se roku 1547 v Janově, jako třetí z devíti dětí markýzů později věvodů Giovannimu Spinolovi a Gironimě Dorii. Studoval na Padovské univerzitě kde získal doktorát utroque iure (z kanonického a občanského práva). Odešel do Říma za pontifikátu papeže Sixta V. Stal se referendářem Tribunálu apoštolské signatury. Dne 17. března 1597 byl jmenován vice-legátem v Bologni. Byl mu udělen titul apoštolským protonotářem supernumerarius participantium.
Dne 20. prosince 1600 byl ustanoven metropolitním arcibiskupem Janova a roku 1605 vice-legátem v Ferraře. Biskupské svěcení přijal 1. dubna 1601 z rukou arcibiskupa Alfonsa Paleottiho.
Dne 11. září 1606 byl papežem Pavlem V. jmenován kardinálem. Kardinálský biret převzal 9. ledna 1616 s titulem kardinál-kněz ze San Biagio dell'Anello.
Zemřel 24. června 1616. Pohřben byl v kapli svatého Jana Křtitele v katedrále v Janově.